# Dog Eat Dog (banda)
Dog Eat Dog, es una agrupación estadounidense oriunda de Nueva Jersey, fundada en los 90 influenciada bajo fuertes atmósferas de la escena punk neoyorquina, principalmente del Hardcore, así como del thrash metal de la costa este, el ska latinoamericano y del creciente hip hop. Por lo que es considerada la banda creadora del Rap metal y una fuerte influencia para el nacimiento del Nu metal junto con Beastie Boys. 
Dándose a conocer por el uso del saxofón en muchas de sus canciones, e iniciando su debut con Roadrunner, popularizando "Who's the king?", del disco "All Boro Kings". Terminando su estancia en dicha discográfica, lanza el 2006 su última producción, titulada "Walk with me", con Wanted Records

## Discografía
- "Warrant" [EP] (1993)
- "All Boro Kings" (1994)
- "Play Games" (1996)
- "In the Dog House: The Best and the Rest" (2000)
- "Walk with me" (2006) [Wanted Records]
- " Amped" (1999)